# 别廖佐夫卡河 (萨哈林州)
别廖佐夫卡河（俄語：Река Берёзовка）或佐连川（日语：／）是萨哈林州的河流，源起共青团山，长24公里，流域面积75平方公里，注入鄂霍次克海。

## 引用
1. ↑  М·Г·瓦西科夫斯基. . 列宁格勒: 气象出版社. 1973 （俄语）.
2. ↑  . 国家水登记处.   [2024-08-29]. （原始内容存档于2024-12-01） （俄语）.